# Ari'imate
Ari'imate di Huahine, altrimenti noto come Ari'imate (Huahine, 1824 – Huahine, 14 aprile 1874), è stato re di Huahine dal 1852 al 1868.

## Biografia
Ari'imate Teururai nacque sull'isola di Huahine nel 1824, figlio secondogenito ed unico maschio del capo locale, Ta'aroa Ari'i, e di sua moglie Té-mata-fainu'u vahine. Egli era nipote per parte di padre di Mahine Tehei'ura, che aveva regnato come re di Huahine dal 1810 al 1815 ma aveva poi abdicato in favore di sua nipote Teriitaria II invece che del proprio figlio.
All'inizio del 1850 scoppiò sull'isola una guerra civile che dopo due anni di scontri depose la regina regnante Teriitaria II ed i principali dignitari dell'aristocrazia lo prescelsero quale nuovo sovrano, consentendogli di assumere la corona dal 18 marzo di quello stesso anno.
Dopo quasi vent'anni di governo, una nuova guerra civile depose Ari'imate dal trono e pose al suo posto sua moglie che salì al trono col nome di Tehaapapa II.
Gli venne consentito di rimanere sull'isola anche dopo la sua deposizione e pertanto Ari'imate morì a Huahine il 14 aprile 1874.

## Matrimonio e figli
Nel 1840 sposò la principessa Tehaapapa, dalla quale ebbe dodici figli:
- principessa Témari'i Teururai (1848–1891), futura regina di Huahine dal 1888 al 1890 durante il periodo del governo di ribellione a sua madre.
- principessa Tapiria Teururai (1850–1888)
- principe ereditario Marama Teururai (1851–1909), padre della regina Tehaapapa III di Huahine.
- principessa Vai-ra'a-toa Teururai
- principe Ari'imate Teururai (1853–1907), o Tamatoa VI, ultimo re di Ra'iatea and Taha'a.
- principe Téri'i-té-po-rou-ara'i Teururai (1857–1899)
- principe Fatino Marae-ta'ata Teururai (1859–1884)
- principessa Tu-rai-ari'i Teururai (1862-?)
- principessa Téri'i-na-va-ho-ro'a Teururai (1863–1918)
- principessa Té-fa'a-ora Teururai (1868–1928)